# Agua plateada, autorretrato de Siria
Agua plateada, Autorretrato de Siria (en francés: 'Eau argentée, Syrie autoportrait' (en árabe: ماء الفضة‎,  (ALA-LC: Ma'a al-Fidda), también titulada Eau argentée, es un filme documental franco-sirio realizado por Ossama Mohammed y Wiam Simav Bedirxan, lanzado en 2014.
Filmado por un reportado "1.001 sirios", según los realizadores, "Agua plateada, Autorretrato de Siria", impresionistamente documenta la destrucción y las atrocidades de la guerra civil a través de una combinación de cuentos de testigos oculares, de internet, y metraje filmado por Bedirxan durante el sitio de Homs. Así, formado a partir de videos publicados en internet, la película trata sobre el guerra en Siria. Bedirxan y Mohammed solo se reunieron una vez, cuando Bedirxan logró escapar de Homs para asistir al estreno de la película en Francia, en el Festival de Cannes 2014.
Mohammed había presentado al Festival de Cannes 2011 un cortometraje titulado L’Adolescent et la botte (El Adolescente y la bota), que evocaba las humillaciones sufridas, por un joven detenido por las fuerzas de seguridad de Bashar al-Ásad. El título se refiere al nombre del director Wiam Simav Bedirxan, donde Simav es el traductor del kurdo de « Eau argentée.»

## Sinopsis
El filme aborda, por docenas de videos de aficionados YouTuber compilados, la  guerra en Siria. Narra la destrucción y las atrocidades cometidas durante la guerra, filmadas por teléfonos móviles y publicadas en Internet, compiladas con tomas tomadas por Wiam Bedirxan durante el sitio de Homs, de 2011 a 2014. La edición se realizó en asociación con Ossama Mohammed, en el exilio en París, y los dos directores expresan sus impresiones personales.

## Ficha técnica
- Título: Eau argentée, Syrie autoportrait
- Título alternativo: Eau argentée
- Título original: ماء الفضة, Ma'a al-Fidda
- Título internacional: Silvered Water, Syria Self-Portrait
- Realización: Ossama Mohammed & Wiam Simav Bedirxan
- Música original: Noma Omran
- Fotografía: Wiam Simav Bedirxan
- Montaje: Maisoun Assad
- Producción: Orwa Nyrabia, Serge Lalou, Camille Laemlé, Diana El Jeiroudi
- Sociedades de producción: Les Films d'ici & Proaction Film
- Origen: Siria & Francia
- Género: filme documental
- Idioma original: árabe
- Duración: 110 min
- Fecha de estreno:
  -  Francia: mayo de 2014 (Festival de Cannes 2014)

## Distinciones

### Galardones
- Festival de Cine de Londres : Grierson Award

### Nominations et sélections
- Festival de Cannes 2014: selección fuera de competencia « Sesiones especiales »

- Festival Internacional de Cine de Locarno 2014: selección « I film delle giurie »

- Festival Internacional de Cine de Toronto 2014: selección « TIFF Docs »